# Вайтсбург (Кентуккі)
Вайтсбург (англ. Whitesburg) — місто (англ. city) в США, в окрузі Летчер штату Кентуккі. Населення — 1773 особи (2020).

## Географія
Вайтсбург розташований за координатами 37°7′5″ пн. ш. 82°49′24″ зх. д. / 37.11806° пн. ш. 82.82333° зх. д. (37.118126, -82.823292).  За даними Бюро перепису населення США в 2010 році місто мало площу 8,23 км², з яких 8,04 км² — суходіл та 0,18 км² — водойми.

### Клімат
| Клімат : Вайтсбург            | Клімат : Вайтсбург | Клімат : Вайтсбург | Клімат : Вайтсбург | Клімат : Вайтсбург | Клімат : Вайтсбург | Клімат : Вайтсбург | Клімат : Вайтсбург | Клімат : Вайтсбург | Клімат : Вайтсбург | Клімат : Вайтсбург | Клімат : Вайтсбург | Клімат : Вайтсбург | Клімат : Вайтсбург |
| Показник                      | Січ.               | Лют.               | Бер.               | Квіт.              | Трав.              | Черв.              | Лип.               | Серп.              | Вер.               | Жовт.              | Лист.              | Груд.              | Рік                |
| Абсолютний максимум, °C       | 22,2               | 24,4               | 28,9               | 31,1               | 32,8               | 35,0               | 35,6               | 35,6               | 36,1               | 32,8               | 28,3               | 23,9               | 36,1               |
| Середній максимум, °C         | 6,7                | 9,4                | 14,4               | 19,4               | 23,9               | 27,8               | 29,4               | 29,4               | 26,7               | 20,6               | 15,0               | 8,3                | 19,3               |
| Середній мінімум, °C          | −4,4               | −2,8               | 0,6                | 5,0                | 10,6               | 15,6               | 17,8               | 17,2               | 12,8               | 6,1                | 1,1                | −2,8               | 6,4                |
| Абсолютний мінімум, °C        | −24,4              | −26,1              | −18,9              | −7,2               | −1,1               | 5,6                | 10,6               | 8,9                | 2,2                | −4,4               | −11,7              | −17,2              | −26,1              |
| ----------------------------- | ------------------ | ------------------ | ------------------ | ------------------ | ------------------ | ------------------ | ------------------ | ------------------ | ------------------ | ------------------ | ------------------ | ------------------ | ------------------ |
| Джерело: The Weather Channel. |                    |                    |                    |                    |                    |                    |                    |                    |                    |                    |                    |                    |                    |

## Демографія
Згідно з переписом 2010 року, у місті мешкало 2139 осіб у 908 домогосподарствах у складі 532 родин. Густота населення становила 260 осіб/км².  Було 1005 помешкань (122/км²).
Расовий склад населення:
| - 97,9 % — білих - 0,8 % — азіатів - 0,6 % — чорних або афроамериканців - 0,3 % — корінних американців |

До двох чи більше рас належало 0,3 %. Частка іспаномовних становила 0,5 % від усіх жителів.
За віковим діапазоном населення розподілялося таким чином: 18,9 % — особи молодші 18 років, 63,2 % — особи у віці 18—64 років, 17,9 % — особи у віці 65 років та старші. Медіана віку мешканця становила 40,2 року. На 100 осіб жіночої статі у місті припадало 88,3 чоловіків;  на 100 жінок у віці від 18 років та старших — 84,5 чоловіків також старших 18 років.
Середній дохід на одне домашнє господарство  становив 53 176 доларів США (медіана — 35 060), а середній дохід на одну сім'ю — 64 650 доларів (медіана — 58 362). Медіана доходів становила 47 203 долари для чоловіків та 34 609 доларів для жінок. За межею бідності перебувало 28,5 % осіб, у тому числі 37,0 % дітей у віці до 18 років та 24,6 % осіб у віці 65 років та старших.
Цивільне працевлаштоване населення становило 821 осіб. Основні галузі зайнятості: освіта, охорона здоров'я та соціальна допомога — 34,6 %, роздрібна торгівля — 17,9 %, мистецтво, розваги та відпочинок — 11,6 %, сільське господарство, лісництво, риболовля — 10,1 %.